# Українізація програмного забезпечення
Україніза́ція в інформатиці:
- пристосування апаратного й програмного забезпечення до роботи з українською мовою (див. локалізація програмного продукту та локалізація відеоігор);
- перехід на використання української мови в інтерфейсі комп'ютерів та комп'ютеризованої побутової техніки.

Більшу частину роботи з українізації виконують ентузіасти, а не великі виробники ПЗ.

## Основні відомості
В обчислювальній техніці українізація — це локалізація комп'ютерів та програмного забезпечення, тобто переклад інтерфейсу користувача на роботу з українською абеткою та українською мовою.
До появи Юнікоду серед проблем, пов'язаних з українізацією, була відсутність єдиного стандарту кодування символів для українського/кириличного алфавіту.

## Українізація інтерфейсу
Українізація інтерфейсу вимагає перекладу усіх системних повідомлень українською мовою. Для полегшення цього завдання усі тексти та повідомлення повинні бути відокремлені від коду програми (в Windows для цього використовують «ресурси»).
Наприкінці 80-х і в 90-х роках XX століття більшість використовуваних програм в Україні були англомовними. Відтоді всі серйозні комп'ютерники в Україні добре (в теорії) знають англійську мову. Деяким навіть англійські версії подобаються більше, аніж українські — наприклад, тому, що для переважної більшості програм інформація в Інтернеті в основному англійською, і потрібно здогадуватись, який вихідний текст англійською відповідає даному перекладу, щоб його вказати у пошуковику.

## Кодування (encodings) та набори символів (charsets)
Набори символів з українськими літерами
- RUSCII — найпоширеніший на платформах DOS, визначений державним стандартом РСТ України 2018-91, який визначає спосіб кодування української абетки у 8-бітних кодах та призначений для використання у засобах обчислювальної техніки. Кодова таблиця зустрічається також під назвами — CP866U, CP1125, RUSCII (GOST Ukrainian). На платформах Windows не підтримується — замість нього в програмах із текстовим інтерфейсом використовується кодування CP866, що частково несумісне з RUSCII й не містить деяких літер українського алфавіту.
- CP1251 — найпоширеніший на платформах Win32, містить російські, українські, білоруські, болгарські та сербські букви та деякі спецсимволи, наприклад відкриті та закриті лапки.
- KOI8-U — поширеніший на платформах Unix, базується на KOI8-R від Релком і додає 4 пари українських букв (включаючи Ґ) RFC2319.
- KOI8-RU (невпроваджений як стандарт) — додає пару білоруської літери «у коротке» (яку з якихсь причин було «дуже важко» включити розробникам KOI8-U, напевне з тих самих, з яких KOI8-R не містив українських літер), був запропонований як стандарт, але цю справу автори до кінця це не довели.
- KOI8-Unified (не є стандартом) — був розроблений компанією «Fingertipsoft» і являє найповнішим кодуванням KOI8 завдяки відкиданню псевдографіки і є (або міг би бути, тому що шрифтів з цим набором не видно) найповнішим відповідником CP1251 і тому найкращим для офісних програм під UNIX.
- Ви можете також зустріти шрифти з назвами KOI8-UB, що є тим самим KOI8-RU, але з натяком, що там є українські та білоруські літери.
- ISO 8859-5 — стандарт ISO, містить більшість символів кирилиці, але не має літери Ґ, і нема місця, куди б її можна було додати. Майже не використовується.
- UTF-8 — базується на стандарті Юнікод і набуває все більшої популярності.

## Бібліотеки
- Українське (CP866U, CP1125, RUSCII) кодування для .NET